# Nordguldfluga
Nordguldfluga (Lucilia magnicornis) är en tvåvingeart som ingår i släktet guldflugor (Lucilia) och familjen spyflugor (Calliphoridae). Den förekommer från Alaska till Labrador och i norra Skandinavien. Arten är saprofag men lever av blompollen och nektar som imago. Den lever främst på fjällhedar.